# مالکم گلادول
مالکوم گلدول (به انگلیسی: Malcolm T. Gladwell) (متولد ۳ سپتامبر ۱۹۶۳) روزنامه نگار، نویسنده، و جامعه‌شناس عامه کانادایی متولد بریتانیا است که در شهر نیویورک مستقر است. وی از سال ۱۹۹۶ در هیئت تحریریه نیویورکر بوده‌است. شهرت او بیشتر به عنوان نویسندهٔ کتاب‌های نقطه اوج (۲۰۰۰)، پلک زدن (۲۰۰۵)، و آوتلایرز (خارق العادگان) (۲۰۰۸) می‌باشد.

## افتخارات
در سال ۲۰۰۵، مجله تایم مالکوم گلدول را یکی از صد فرد با نفوذ خود نامید.
وی در سال ۲۰۰۷ جایزهٔ اول انجمن جامعه‌شناسی آمریکا را برای ممتازی در گزارش مسائل اجتماعی دریافت کرد.
گلدول همچنین در سال ۲۰۰۷ یک مدرک افتخاری دکترای ادبی (Doctor of Letters) از دانشگاه واترلو دریافت کرد.

## حواشی
نویسندگان برجسته و دانشمندان اجتماعی متعددی
تمامیت (integrity) رویکرد گلدول را به چالش کشیده‌اند.
گلاودل به خاطر مواردی از قبیل ساده‌سازی بیش از حد جوهرهٔ پدیده‌های پیچیدهٔ بزرگ، تمرکز بر خارج از چهار چوب داده‌ها (؟) و ساخت ادعاهای شبه علمی که تحقیق ناکافی روی آنها انجام گرفته مورد انتقاد واقع شده‌است.
به عنوان مثال استیون پینکر در نیویورک تایمز نقدی بر کار اخیر وی 'آنچه آن سگ دید' منتشر کرد که گلدول نیز جوابی برای آن نوشته است.

## کتاب تافته های جدا بافته
مالکوم گلدول ، تافته های جدا بافته  را با داستان روستایی در ایالت پنسیلوانیا به نام روزتو شروع می‌کند. البته در جنوب شرقی شهر رم روستایی وجود دارد به نام روزتو والفورتو، و ساکنان روزتو پنسیلوانیا در واقع اهالی همین روستای ایتالیایی هستند که به آمریکا مهاجرت کرده‌اند. آنها دهکده اجدادیشان را در پنسیلوانیا طوری ساختند که شباهت های زیادی با اماکن و فضاهای ده اصلی در جنوب رم داشته باشد.
بسیاری از ساکنان اولیه این روستا که در معدن‌ سنگ مجاور مشغول به کار بودند برای خود یک کلیسا ساختند، در حیاط پشتی خانه‌هایشان سبزی و صیفی می‌کاشتند و در حد امکان دامداری می‌کردند، مغازه‌های کوچک نانوایی و قهوه‌خانه به راه انداختند و خلاصه شهر کوچک و پر جنب‌وجوشی به وجود آوردند. تمام آنچه تا اینجا گفتیم جالب بود اما ارتباطی با هیچ رازی نداشت.

## کتابشناسی
- نقطه اوج (۲۰۰۰)
- پلک زدن (۲۰۰۵)
- غیر معمولیها: داستان موفقیت - (Outliers: The Story of Success) (۲۰۰۸)
- آنچه آن سگ دید: و ماجراهای دیگر (۲۰۰۹) در ایران به نام " هنر شکست خوردن " ترجمه شده است.[۶]
- داوود و جالوت (۲۰۱۳)